# Lomografie

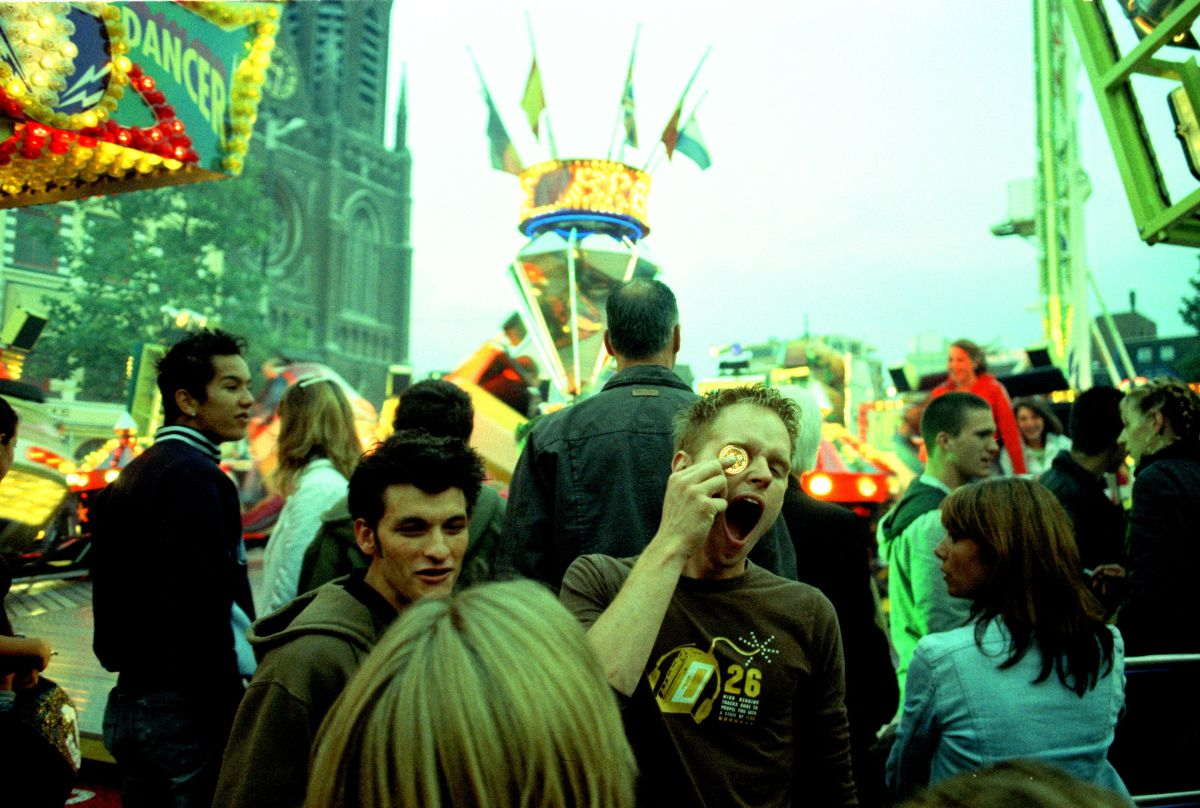
Don't think, just shoot!
(Foto genomen op de Tilburgse kermis)

Lomografie is een techniek in de analoge fotografie, waarbij doorgaans zonder na te denken of veel tijd te nemen een foto wordt gemaakt. Iemand die de lomografie bedrijft, wordt ook wel een lomograaf genoemd.

## Geschiedenis

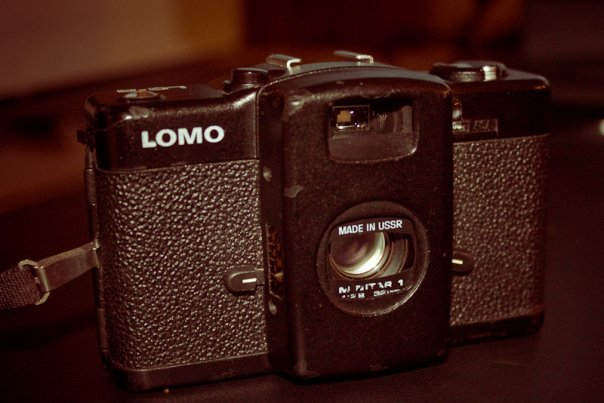
De Lomo LC-A

Lomografie is vernoemd naar de Lomo LC-A (Lomo Compact Automaat), een eenvoudige kleinbeeldcamera die werd geproduceerd in Sint-Petersburg. In 1991 werd deze camera in Praag ontdekt door een groep Oostenrijkse studenten, die enthousiast raakten door zijn gebruikersgemak. In 1992 richtten ze in Wenen de Lomographische Gesellschaft op ((Engels: Lomography Society) die de camera wereldwijd verkocht. Later verkocht de firma ook andere modellen; meestal goedkope Russische camera's of speelgoedcamera's die ze zelf lieten produceren. In 2006 werd het model van de LC-A licht gewijzigd en werd het vanaf dat moment in China geproduceerd onder de typenaam LC-A+.

## Beschrijving

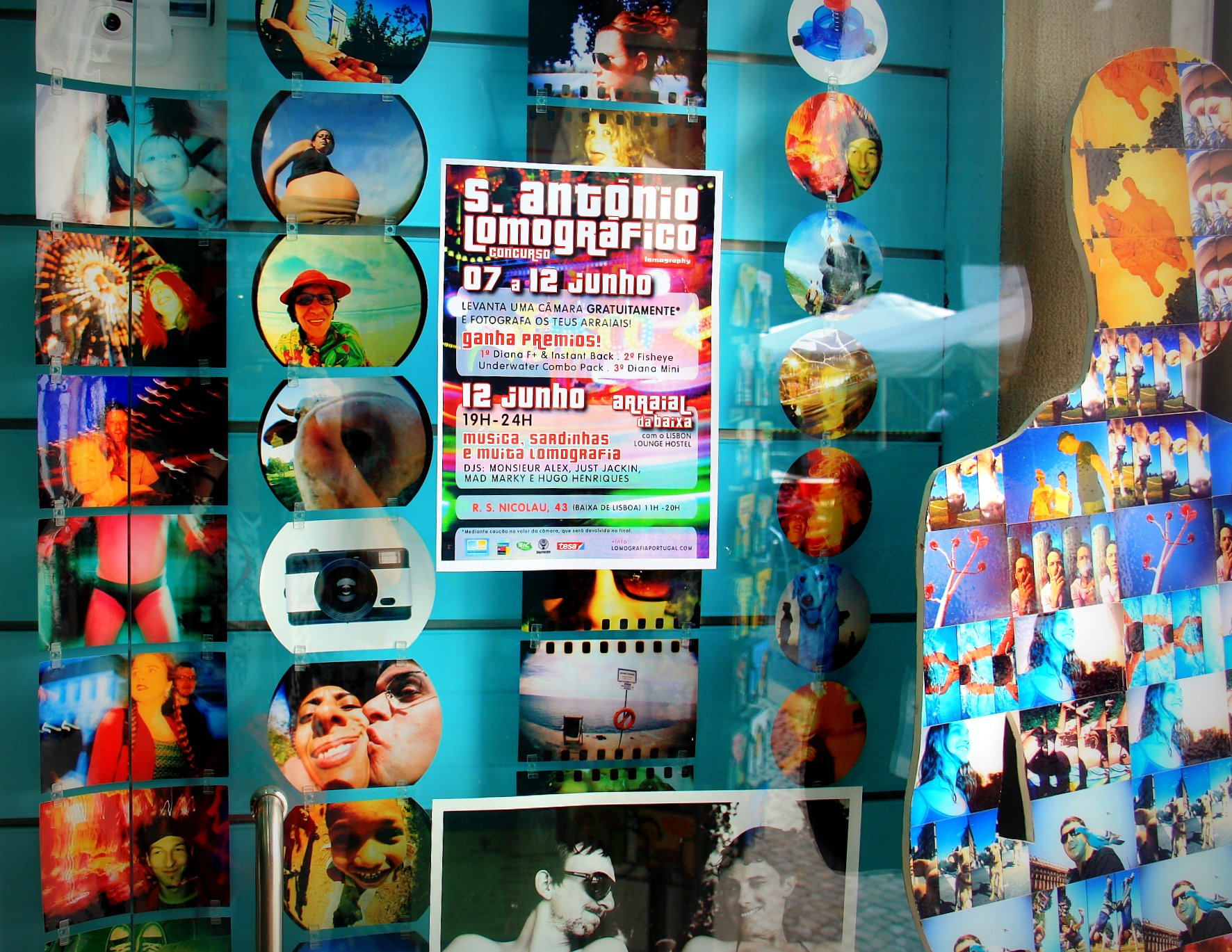
Interieur van een Lomography Shop in Lissabon

Lomografen gebruiken naast de LC-A bij voorkeur goedkope (speelgoed)camera's, antieke modellen of polaroidcamera's. Hun motto is Don't think, just shoot!  Lomografie heeft derhalve een nonchalante, terloopse manier van fotograferen: vaak zonder te kijken, vanuit de heup en zonder na te denken. Het doet er niet toe of de foto nu scherp of bewogen is, onder- of overbelicht of dat er vignettering optreedt.

De tien gouden regels van de lomografie:
1. Neem je camera overal mee naartoe;
2. Gebruik 'm altijd, dag en nacht;
3. Lomografie is een deel van je leven;
4. Oefen met opnames uit de losse hand;
5. Ga zo dicht mogelijk bij het onderwerp staan;
6. Denk niet na;
7. Wees snel;
8. Je hoeft niet van tevoren te weten wat er op de foto staat;
9. Achteraf trouwens ook niet;
10. Maak je niet druk over deze regels.

Veel lomografen experimenteren met technieken die in de normale fotografiecultuur taboe zijn. Een voorbeeld is het dubbel belichten van de film: nadat deze is volgeschoten winden ze hem helemaal terug en gebruiken ze hem opnieuw, zodat de beelden over elkaar lopen. Soms worden filmrolletjes gebruikt die jaren over de datum zijn, zodat er verkleuring ontstaat bij het ontwikkelen.
Een populaire techniek bij lomografie is crossprocessing, oftewel het ontwikkelen van een film in de verkeerde vloeistof. Meestal gebruikt men daarvoor een diafilm met een lage ASA-waarde, die ze laten ontwikkelen in ontwikkelvloeistof voor normale films (C-41).